# Idani
Idani est un village du département et la commune rurale de Sangha (ou Sanga), situé dans la province du Koulpélogo et la région du Centre-Est au Burkina Faso.